# Вулфенит
Вулфенитът е минерал на оловен молибдат с формула PbMoO4. Най-често се среща под формата на тънки плоски кристали с ярък оранжев цвят, като цвета може да варира.
Кристализира в тетрагонална система, често под формата на къси и дебели или пирамидални кристали. Понякога се среща и като груба, гранулирана маса. Среща се на множество места, където има находища на оловна руда, като вторичен минерал, свързван с оксидиралата зона на оловното находище. Също така е вторична руда на молибдена.

## Откриване и залежи
Вулфенитът за пръв път е описан през 1845 г. в Бад Блайберг, Каринтия, Австрия. Кръстен е на австрийския минералог Франц Ксавие фон Вулфен (1728 – 1805).
Съпътства минерали като церусит, англезит, смитсонит, хемиморфит, ванадинит, пироморфит, миметизит, десклоизит, платнерит и различни оксиди на желязото и мангана.
Значителни находища на минерала съществуват в Аризона (САЩ) (тъмночервени кристали), Мексико, Румъния (дебели оранжеви кристали), Австрия, Словения (пирамидални жълти кристали), Пенсивлания (САЩ) и Намибия (безцветни кристали). През 1997 г. минералът е изобразен на пощенска марка, издавана от Пощата на Словения.

## Галерия
- Вулфенит от Аризона.
- Вулфенит от Аризона.
- Вулфенит от Мексико.
- Вулфенит върху дуфтит от Цумеб, Намибия.